# Zürich Transit Maritim

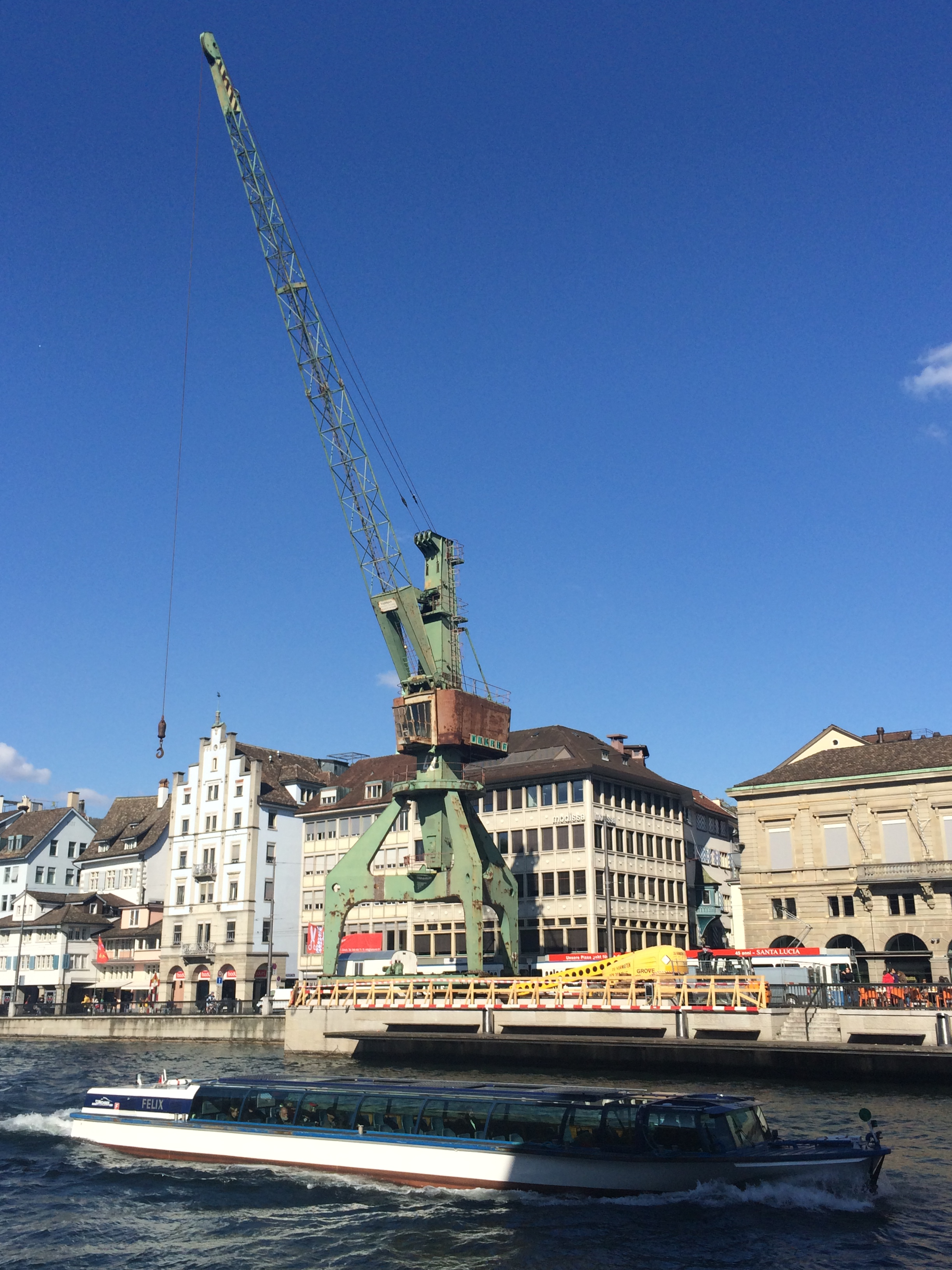
Der Zürcher Hafenkran am Ufer der Limmat im April 2014 kurz vor Abschluss der Bauarbeiten

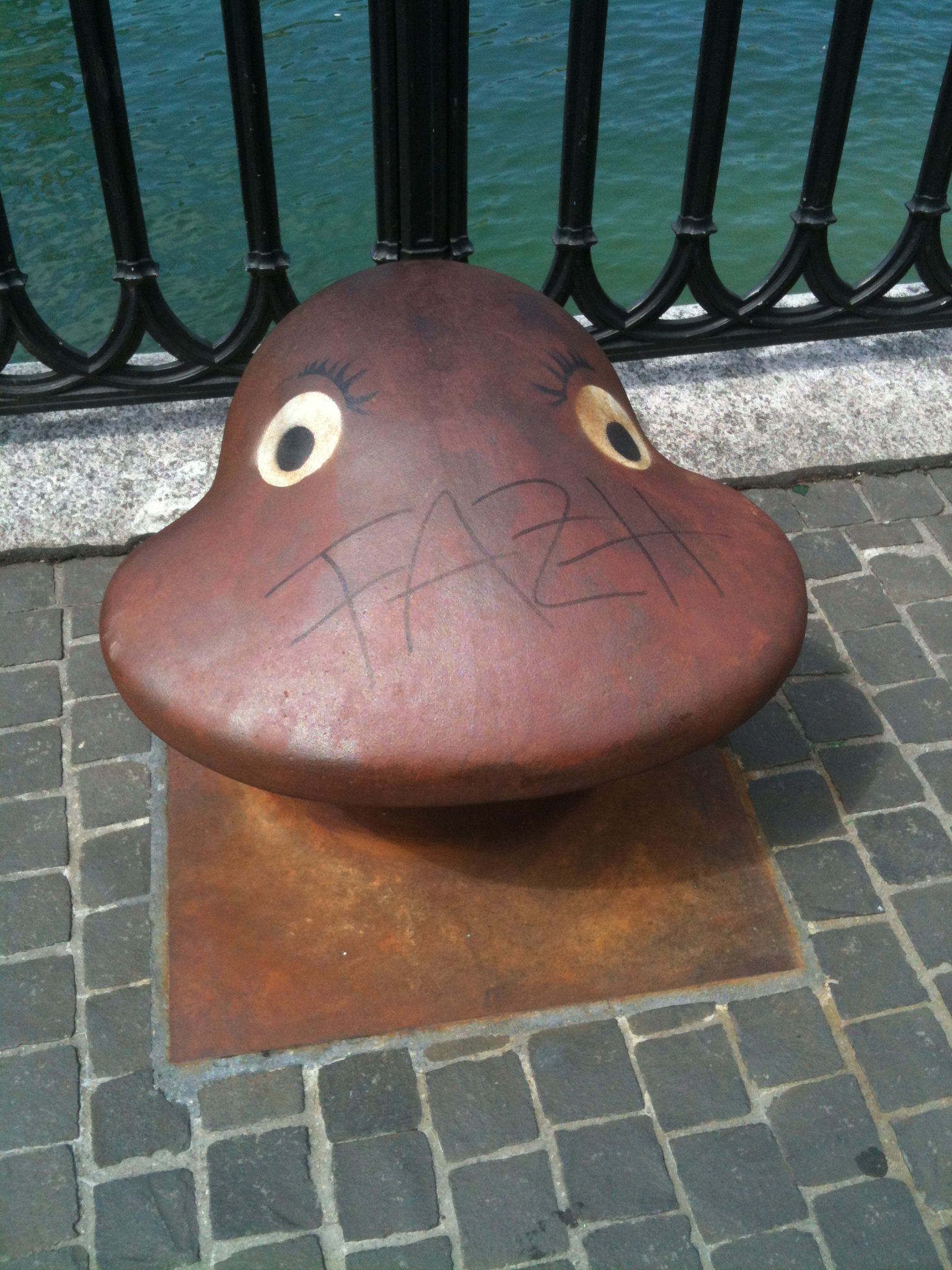
Ein Poller am Limmatquai. Aufgenommen 2012.

Zürich Transit Maritim (Eigenschreibweise «zürich transit maritim») war eine temporäre Kunst-Intervention von 2009 bis 2015 in Zürich, mit einem Hafenfest im Juli 2014 als Höhepunkt. Die Installation umfasste typische Gegenstände von Hafenstädten. Im Jahr 2009 wurden fünf Poller entlang des Limmatquais aufgestellt. Das Herzstück der Ausstellung bildete ein Hafenkran, der im April 2014 in Zürich errichtet worden war. Das Kunstprojekt hat schon Jahre vor seiner Realisierung grosse öffentliche Auseinandersetzungen hervorgerufen.
«zürich transit maritim» erzählte eine fiktive, 2000 Jahre zurückreichende Geschichte von Zürich als Hafenstadt. Der Transport zu Wasser auf See und Fluss hätte massgeblich zur Entwicklung der Stadt beigetragen. Ausserdem wurde auf die geologische Geschichte der Region verwiesen: Vor 35 und vor 17 Millionen Jahren war Zürich jeweils von einem Meer überflutet.

## Geschichte
Das Projekt, im Zentrum von Zürich einen Hafenkran als Kunstwerk zu errichten, wurde in den Nullerjahren von den Verantwortlichen der rot-grün dominierten Zürcher Stadtregierung angeregt. «zürich transit maritim» wurde vom Künstler Jan Morgenthaler, der Bildhauerin Barbara Roth, dem Künstler Martin Senn und der Architektin und Designerin Fariba Sepehrnia entworfen. Es war das Siegerprojekt aus zuerst 57 eingereichten Projekten und den sieben, die es in die engere Auswahl schafften.
Am 4. November 2009 wurde der erste von insgesamt fünf Pollern errichtet. Das Ganze wurde als archäologische Entdeckung eines 2000-jährigen Pollers inszeniert. Anwesend waren neben dem Mitinitianten des Kunstprojektes Jan Morgenthaler auch der Stadtarchäologe Andreas Motschi und der Geologe Wilfried Winkler. Geplant war, dass etwa ein Jahr später ein Hafenkran errichtet werden sollte. Aufgrund diverser politischer Kontroversen und finanzieller Schwierigkeiten kam das Projekt allerdings ins Stocken. 
Von der breiten Öffentlichkeit wurde in erster Linie der Hafenkran des Projektes wahrgenommen und diskutiert. Von Beginn weg spaltete die Idee der Errichtung eines Hafenkrans in der Altstadt die Einwohner der Stadt Zürich in zwei Lager. Es wurde die Kritik laut, dass die Summe von 700'000 Franken für das Projekt viel zu hoch sei. Am 20. Januar 2011 beschloss der Gemeinderat einen Kredit in der Höhe von 380'000 Franken für die Aufstellung eines Hafenkrans im Zentrum von Zürich. Die Gegner beschimpften das Kunstprojekt wörtlich als „Scheissding, das niemand will“, während seine Befürworter von einem „Denkanstoss“ sprachen. Die Hafenkrangegner sprachen von Zwängerei, da der Gemeinderat 2009 bereits einen Antrag in gleicher Sache abgelehnt habe. Nach dem Entscheid des Gemeinderats erteilte der Stadtrat die Baubewilligung. Die einzige Einsprache gegen das Projekt wurde am 17. Juli 2012 zurückgezogen, so dass die Baubewilligung in Rechtskraft erwuchs. Im September 2013 tauchte ein letztes Hindernis auf. Nach technischen Änderungen lagen die Kosten plötzlich 120'000 Franken über dem genehmigten Budget von 600'000 Franken und so drohte im letzten Moment ein Fiasko. Hierauf verkündete Stadtrat Martin Waser, dass er bereit sei, die fehlenden 120'000 aus seiner eigenen Tasche zu begleichen. Dank eines Spendenaufrufs verringerte sich der Fehlbetrag rasch und das Projekt konnte schliesslich aufgrund des persönlichen Einsatzes von Martin Waser gerettet werden. 
Im April 2014 wurde der Hafenkran als Herzstück von «zürich transit maritim» schliesslich aufgestellt. Der in Rostock an der Ostsee ausrangierte Hafenkran stand temporär im Zentrum der Altstadt neben dem Rathaus am Ufer der Limmat. Der im Jahr 1963 vom VEB Kranbau Eberswalde (TAKRAF) erbaute Einlenker-Blocksäulen-Wippdrehkran war von Rost gekennzeichnet, durfte nicht betreten werden und war nicht mehr funktionsfähig. Obwohl er am Limmatquai wie früher im Ostseehafen auf Gleisen stand, wurde er aus Sicherheitsgründen fest verankert und konnte nicht bewegt werden. Da es für den Kran nur eine temporäre Baubewilligung gab, musste er 2015 wieder abgebrochen werden. Das dazugehörige Hafenfest fand vom 4. bis 6. Juli 2014 statt. Der Hafenkran wurde ab 19. Januar 2015 demontiert und anschliessend verschrottet.

## Künstlerisches Konzept

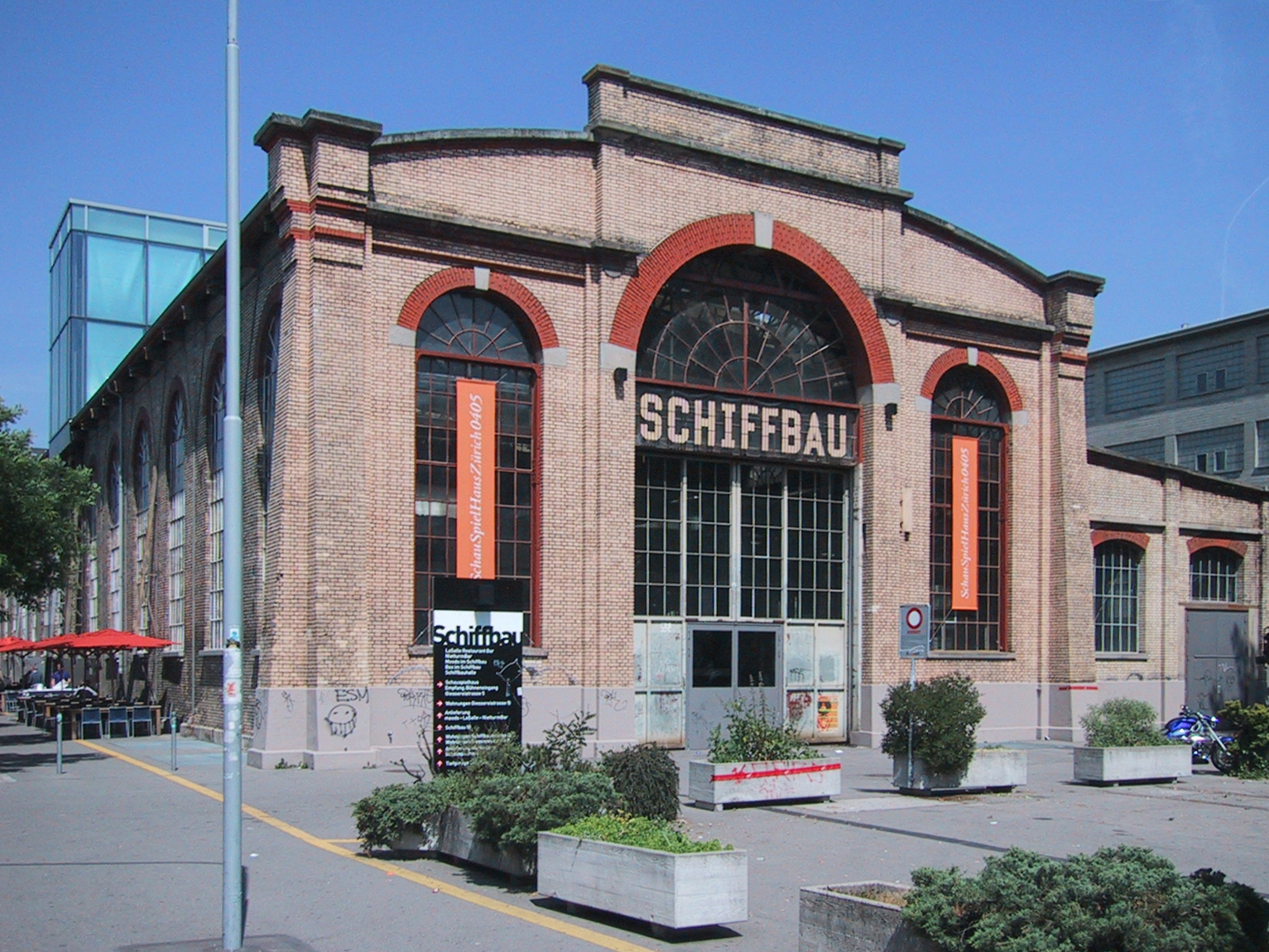
Ehemalige Halle des Schiffbaus in Zürich

Die ganze Installation wird als eine pseudo-archäologische Erforschung inszeniert. Es ist eine Erzählung über die Entdeckung einer maritimen Vergangenheit von Zürich, die in Vergessenheit geraten sei. Immer mehr Fundstücke deuteten darauf hin, dass Zürich einmal eine Hafenstadt mit einem Hochseehafen war. Zuerst wurden Poller für das Anlegen von Schiffen gefunden. Als Höhepunkt wurde dann ein Hafenkran an der Stelle der früheren Fleischhalle freigelegt. Schliesslich ertönt ein Schiffshorn, das das Ankommen eines Schiffes ankündigt.
Die Installation verweist auf einen realen Hintergrund und will so eine städtebauliche Diskussion anstossen. Vor 100 Jahren plante Zürich einen Industrie- und Handelshafen, um die Schifffahrt zum Rhein zu ermöglichen. Deshalb lancierte der Stadtrat einen Wettbewerb, wie Zürich am besten an die rheinischen Wasserwege angeschlossen werden konnte. Dieser wurde in den Jahren 1915–1918 durchgeführt. Es wurden diverse Pläne eingereicht, wie Zürich schiffbar gemacht werden könnte. Diese beinhalteten Hafenanlagen und Kanäle. Einige Pläne sahen mehrere Schleusen vor und einer wollte die Brunau mit einem unterirdischen Kanal mit Wollishofen verbinden. In Zürich wurden früher von der Escher, Wyss & Cie. Schiffe gebaut. Sie wurden im heutigen Industriequartier zusammengebaut und schliesslich auf Schienen an den Zürichsee gerollt. Heute noch betriebene Dampfschiffe, die in der Zürcher Werft hergestellt wurden, sind beispielsweise der Raddampfer Unterwalden auf dem Vierwaldstättersee sowie die beiden noch verbliebenen Raddampfer Stadt Rapperswil und Stadt Zürich auf dem Zürichsee.
Die Kunstinstallation will die Diskussion anregen, wie Zürich heute aussehen würde, wären diese Pläne damals umgesetzt worden. Sie gibt dem Betrachter einen konkreten Anhaltspunkt, um darüber zu spekulieren, wie Zürich heute städteplanerisch aussehen würde und wie das Leben in der Stadt sein würde, wenn die Stadt wie Basel mit einigen Häfen einen direkten Anschluss an die Nordsee hätte.

## Rezeption und politische Konsequenzen
In einer schriftlichen Online-Umfrage der Gratis-Boulevardzeitung „20 Minuten“ haben sich 78 % der teilnehmenden Leser negativ zum Hafenkran geäussert.
Nach dem Eintritt der Rechtskraft der Baubewilligung lancierte die Schweizerische Volkspartei (SVP) eine Volksinitiative und sammelte 6000 Unterschriften. Die Initiative verlangt, dass zukünftig in Zürich keine Hafenkräne und Hafeninfrastruktur mehr errichtet werden dürfen. Die Initiative ist allerdings kein taugliches Mittel zur Verhinderung des Hafenkranprojekts, da dessen Baubewilligung bereits rechtskräftig ist und die Abstimmung erst nach der Errichtung des Bauwerks erfolgen kann. Die Initiative wurde am 4. November 2012 eingereicht. Am 18. März 2014 empfahl der Stadtrat von Zürich diese Initiative zur Ablehnung. Unabhängig vom Entscheid der Abstimmung hat die Volksinitiative jedoch lediglich symbolische Bedeutung.

## Bilder

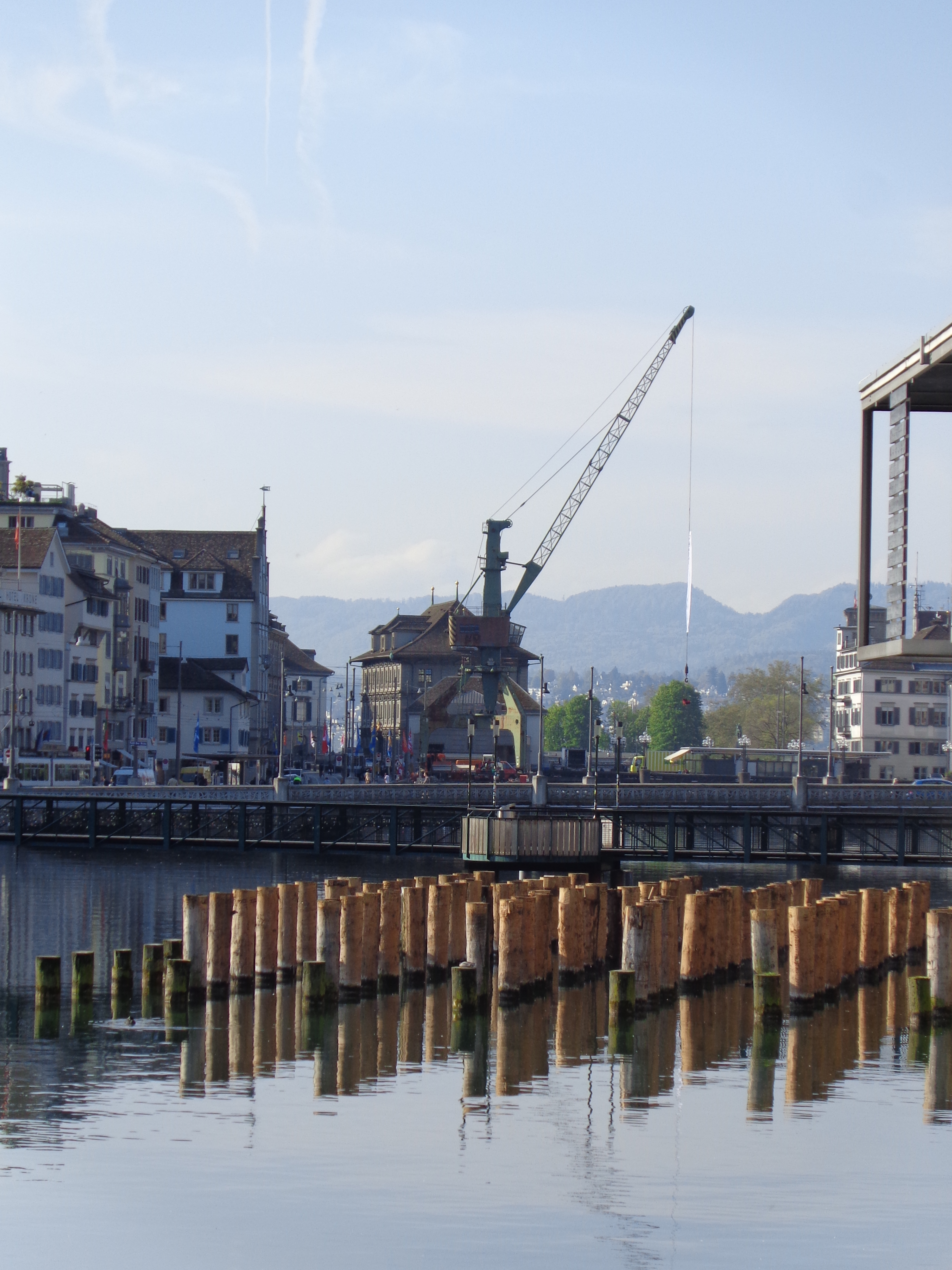
Blick von der Bahnhofsbrücke Richtung Gemüsebrücke
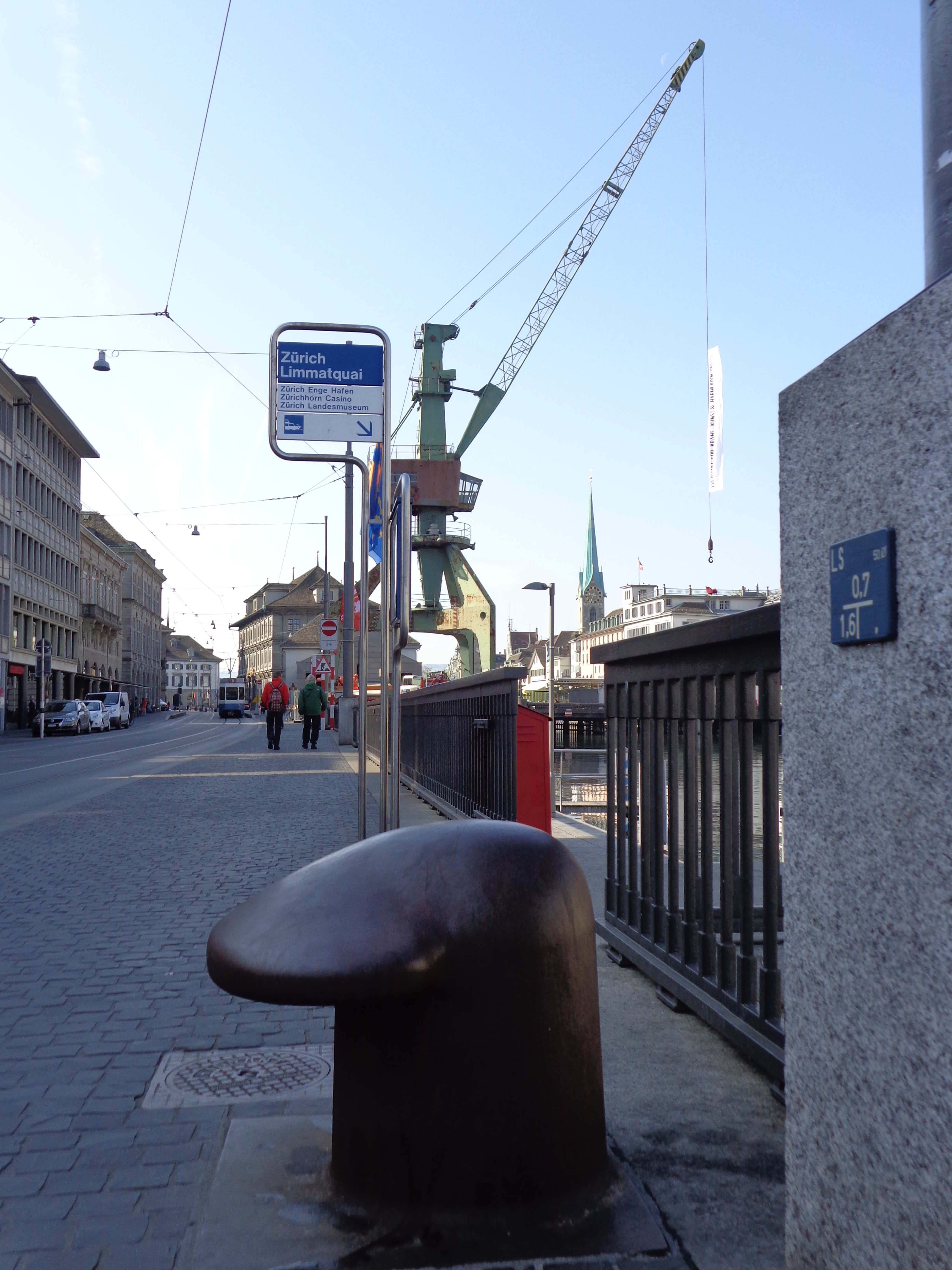
Poller mit Hafenkran im Hintergrund (Haltestelle «Zürich Limmatquai»)
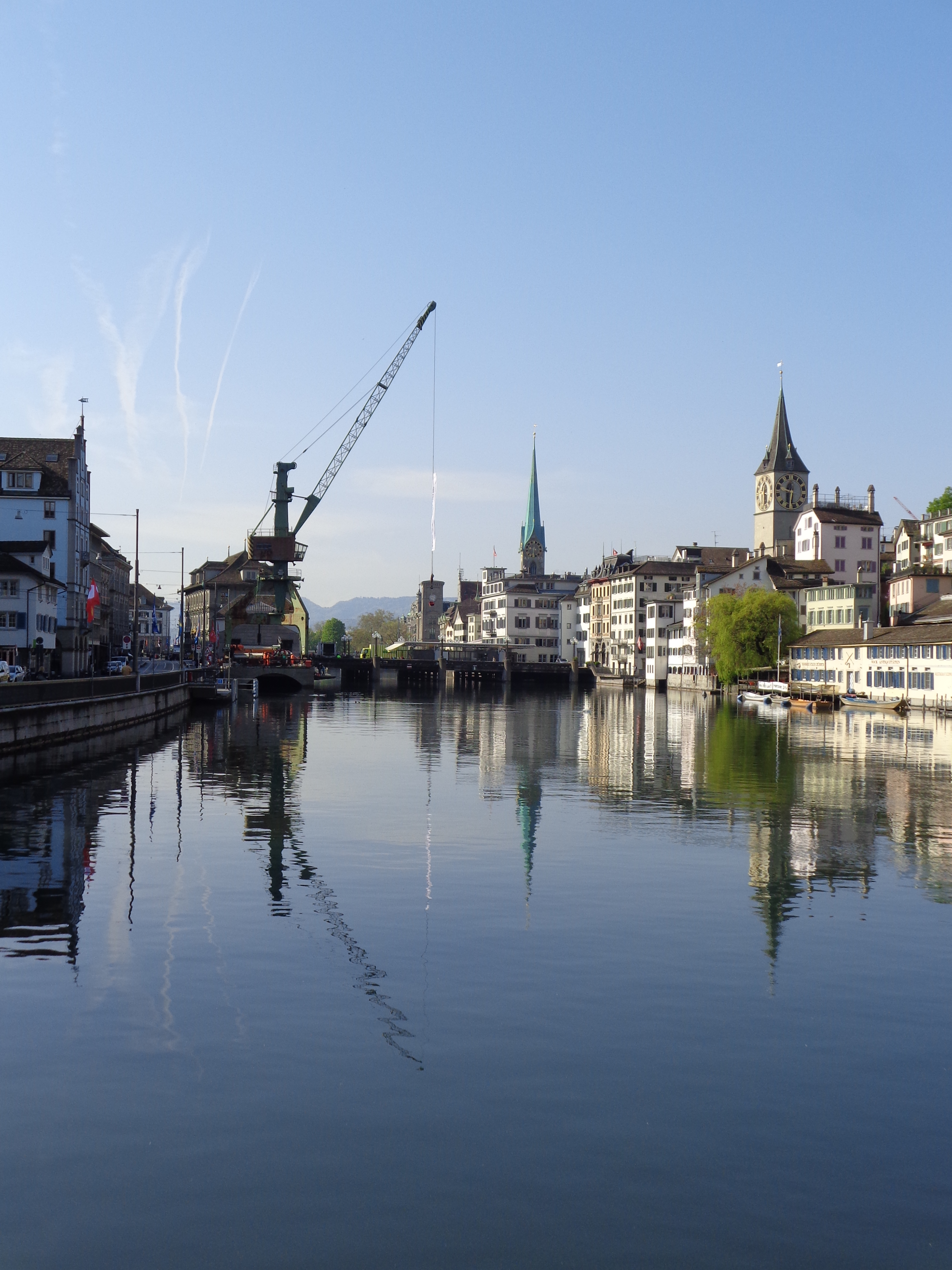
Limmatraum, Blick von der Rudolf-Brun-Brücke zur Gemüsebrücke
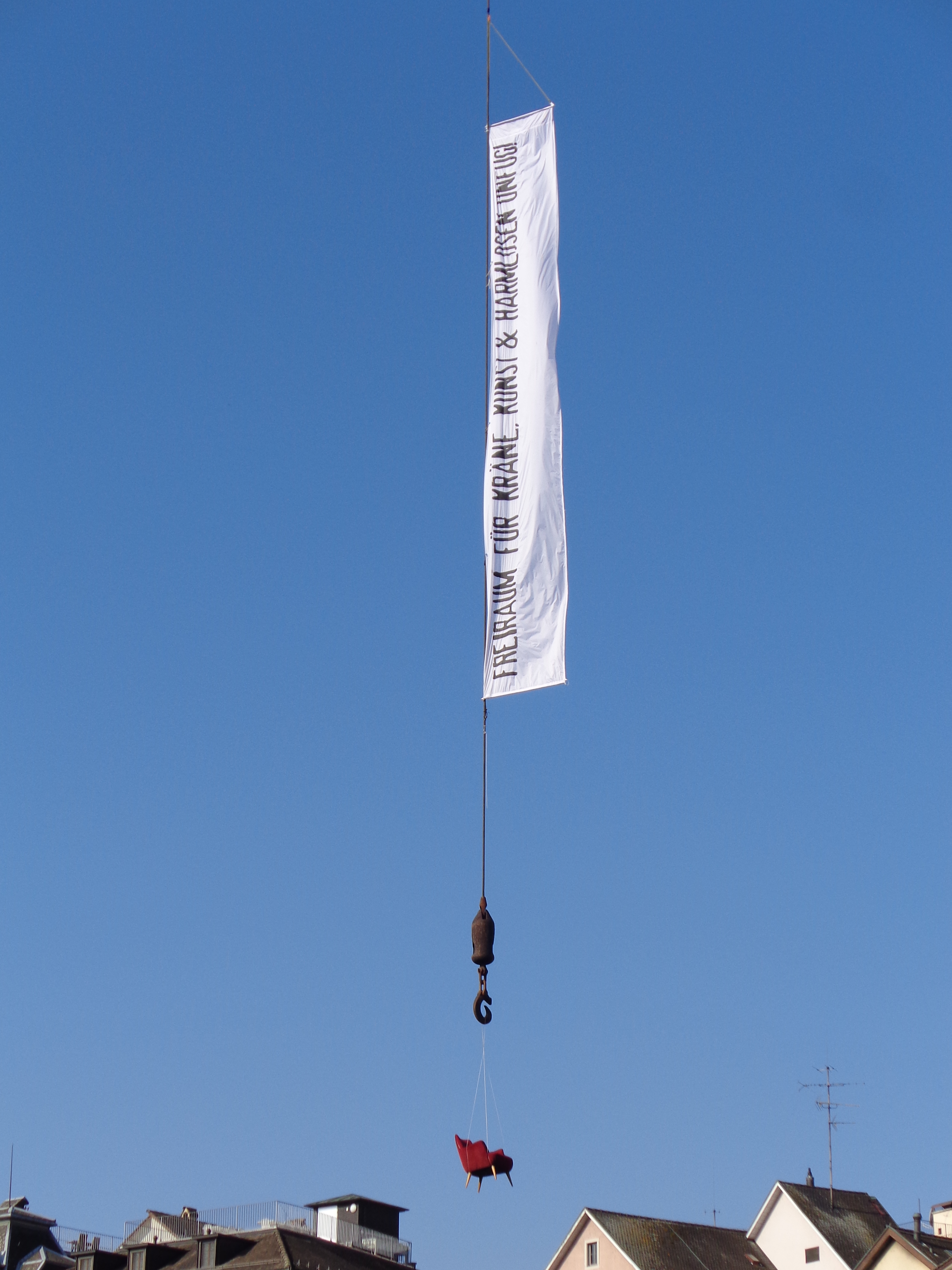
Installation mit Sessel und Banner «Freiraum für Kräne, Kunst & harmlosen Unfug». Vermutlich eine künstlerische «Guerilla»-Aktion.